# Desigualdad de Friedrichs
En matemáticas la desigualdad de Friedrichs es un teorema de análisis funcional gracias a Kurt Friedrichs. Se coloca el límite en la norma Lp de una función utilizando límites Lp en las derivadas débiles de la función y de la geometría del dominio, y se puede utilizar para mostrar que ciertas normas en espacios de Sóbolev son equivalentes.

## Discusión de la desigualdad
Sea Ω un conjunto acotado del espacio euclídeo Rn con diámetro d. Supongamos u : Ω → R reside en un espacio de Sóbolev {\displaystyle W_{0}^{k,p}(\Omega )} (i.e. u reside en Wk,p(Ω) y el soporte de u es compacto). Entonces:
{\displaystyle \|u\|_{L^{p}(\Omega )}\leq d^{k}\left(\sum _{|\alpha |=k}\|\mathrm {D} ^{\alpha }u\|_{L^{p}(\Omega )}^{p}\right)^{1/p}.}
En lo anterior
- {\displaystyle \|\cdot \|_{L^{p}(\Omega )}} denota la norma Lp;
- α = (α1, ..., αn) es un multiíndice con norma |α| = α1 + ... + αn;
- Dαu es la derivada parcial

{\displaystyle \mathrm {D} ^{\alpha }u={\frac {\partial ^{|\alpha |}u}{\partial _{x_{1}}^{\alpha _{1}}\cdots \partial _{x_{n}}^{\alpha _{n}}}}.}